# Eau potable et assainissement en Haïti
Haïti fait face à des défis considérables dans le secteur d’eau potable et assainissement : notamment l’accès au service public est très bas, sa qualité est douteuse et les institutions publiques restent très faibles malgré l’aide externe et la volonté déclarée du gouvernement de renforcer les institutions du secteur. Les ONG jouent un rôle important dans le secteur, surtout en milieu rural et dans les quartiers défavorisés.

## Accès
Les taux de couverture d’approvisionnement en eau potable et en assainissement dans les zones urbaines et rurales d’Haïti sont les plus bas de tout l’hémisphère Nord. Des systèmes d’évacuation et de traitement des eaux usées n’existent pas.
|                |                          | Urbain (46 % de la population) | Rurale (54 % de la population) | Totale |
| -------------- | ------------------------ | ------------------------------ | ------------------------------ | ------ |
| Eau            | Définition large         | 52 %                           | 56 %                           | 54 %   |
|                | Connexions domiciliaires | 24 %                           | 3 %                            | 11 %   |
| Assainissement | Définition large         | 57 %                           | 14 %                           | 30 %   |

Source : WHO/UNICEF Joint Monitoring Program, 2004 estimation basée sur l’Enquête de Mortalité, Morbidité, et Utilisation de Services (EMMUS) de 1994 et 2000

## Qualité de service
Les taux de couverture n’indiquent pas le niveau de qualité de service, qui est généralement très bas. Les pompes à bras dans les zones rurales à habitat dispersé sont souvent en panne.
Dans les zones rurales agglomérées, les systèmes en réseau sont souvent dans un état de délabrement avancé. Ou ils ne fournissent pas d’eau du tout ou ils approvisionnent en eau uniquement ceux qui habitent près de la source, et ceux qui se sont situés à la fin de la ligne n’ont pas de service. Dans presque toutes les zones urbaines l’approvisionnement en eau potable en réseau est irrégulier. Il y a peu de données fiables sur la qualité de l’eau. La désinfection est pratiquée que par la CAMEP, mais elle ne garantit pas la qualité de l’eau. Tous les usagers qui peuvent se le permettre achètent de l’eau en bouteille ou en sachets qui est généralement traitée par osmose inverse. Beaucoup d’entre ceux qui boivent l’eau du réseau la désinfectent avec des tablettes.

## Aspects financiers

### Tarification et recouvrement des coûts
Les tarifs d’eau potable en Haïti sont forfaitaires, comme la majorité des usagers qui ont accès au réseau n’a pas de compteur. Les tarifs sont généralement plus élevés en milieu urbain qu’en milieu rural, mais restent nettement en dessous des coûts de l’approvisionnement en eau par camions-citernes, en bouteilles ou des coûts d’opportunité et de santé pour les usagers non desservis en milieu rural.

#### En milieu urbain
Les tarifs urbains varient beaucoup selon la zone et le prestataire. Le tarif de la CAMEP dans la zone métropolitaine de Port-au-Prince sont plus élevés que ceux du SNEP dans les autres villes. Pour le SNEP, les tarifs sont basés plus ou moins sur la capacité de payer des usagers, et varient selon la région. La gamme des prix varie entre l’équivalent de 1 $ US par mois dans le plateau central à environ 7,30 $ US par mois à Kenscoff près de la capitale.
Un petit nombre des usagers de la CAMEP a des compteurs, parmi eux les comités d’eau dans les quartiers défavorisés de Port-au-Prince et les clients industriels. Plusieurs personnes et quelques grands clients, par exemple les hôtels de luxe, se sont déconnectés du réseau public et sont approvisionnés par les camions-citernes.
Les revenus de la CAMEP et le SNEP couvrent à peine les frais d’exploitation. Donc il n’y a pas assez de ressources pour l’entretien des systèmes ni pour les investissements. C’est un problème qui touche également les petits systèmes privés ou communautaires à travers le pays. La CAMEP a besoin de couper le service des usagers qui ne paient pas, parce que le système judiciaire ne permet pas de faire respecter les paiements aux entreprises publiques. Cependant, beaucoup de personnes qui avaient eu leur service coupé connectent de nouveau clandestinement. Le bureau national du SNEP reçoit un soutien modeste de la part du ministère des Finances (pour payer une partie des frais de personnel) et une partie des revenus des bureaux régionaux, mais son budget n’est pas suffisant pour permettre le bon fonctionnement de l’entreprise.

#### En milieu rural
En milieu rural, en général les usagers obtiennent l’eau gratuitement de bornes-fontaines et de pompes à main, malgré les besoins d’entretien qui doivent être financés pour éviter ou remédier des pannes. Les peu d’usagers en milieu rural qui bénéficient de branchements à domicile paient en général un tarif forfaitaire entre 20 gourdes (US$ 0.5) et 100 gourdes (US$ 2.50) par mois. Les tarifs sont payés aux Comités d’Eau.

### Financement
Quasi tous les investissements sont financés par les dons et les crédits des bailleurs étrangers (la Banque interaméricaine de développement, la Banque mondiale, USAID et l’Union européenne), et aussi par les dons des ONG. Plusieurs ONG reçoivent aide des bailleurs directement ou indirectement par le gouvernement haïtien. (voir la section sur l’assistance externe)

## Responsabilité pour l’approvisionnement en eau potable et assainissement
Les responsabilités des différents intervenants du secteur sont réglés dans la loi cadre portant organisation du secteur de l'eau potable et de l'assainissement en Haïti promulguée en mars 2009.

### Politique et régulation
Au sein du gouvernement le ministre des Travaux publics, Transport et Communications (MTPTC) est chargé de l’eau potable et de l’assainissement à travers sa direction nationale d’eau potable et assainissement (DINEPA). La direction est chargée du développement d’une politique sectorielle et la régulation des entreprises publiques du secteur, parmi d’autres responsabilités.

### Prestation de services

#### Les OREPA
Les Offices Régionaux d'Eau Potable et d'Assainissement (OREPA) sont des structures déconcentrées de la DINEPA chargées de la prestation du service d'eau potable en milieu urbain ainsi que de la "gestion" des systèmes en milieu rural gérés de fait par des comités d'eau. La DINEPA et les OREPA ont remplacé deux entreprises publiques antérieures, la CAMEP (Centrale autonome métropolitaine d’eau potable), qui était responsable de l’aire métropolitaine de Port-au-Prince, et le SNEP (Service national d’eau potable), qui est responsable des villes secondaires et, en théorie, des zones rurales.
Les agences publiques du secteur d’eau potable ont perdu du personnel qualifié et formé, en partie à cause de l’émigration, et en partie à cause des ONG et des bailleurs, qui peuvent offrir des salaires supérieurs. Cependant, il y a des gérants et du personnel compétents et motivés dans le secteur public d’eau potable en Haïti. Malheureusement, il manque une claire volonté publique et un soutien financier aux employés pour les motiver et leur permettre d’être plus productifs.

#### Les Comités d’Eau
Il y a des centaines de comités d’eau, qui sont parfois appelés CAEP (Comités d’approvisionnement en eau potable) ou simplement Comités d’Eau, qui gèrent des systèmes d’approvisionnement en eau potable dans le milieu rural, dans quelques petites villes et dans beaucoup de quartiers défavorisés urbains. Le niveau de formalité et d’efficacité du comité varie pour chaque CAEP. Les meilleurs se réunissent régulièrement, tiennent les relations étroites avec les communautés, récupèrent les revenus régulièrement, embauchent des plombiers qui s’occupent de l’entretien du système, tiennent un compte bancaire, et sont enregistrées et approuvées par le SNEP. Cependant, plusieurs comités ne fonctionnent pas aussi bien. Il n’y a pas de registre national des comités d’eau ou des systèmes d’eau et, à la différence d’autres pays, il n’y a pas d’associations des comités d’eau au niveau municipal, départemental, ou national. Le ministère des Travaux publics actuellement utilise l’appellation Comité d’approvisionnement en eau potable et assainissement (CAEPA) en vue de l’élargissement des fonctions des comités à l’assainissement dans l’avenir.
Le CAEPA-CIDeCS fonctionne dans la Commune de Saint-Marc avec 5 membres (un président, un vice-président, un secrétaire, un trésorier et un conseiller) et 18 fontainiers; il assure la vente de l'eau par buckit et gère les recettes prélevées du service de distribution dans le village de Badomo (Hauts de Saint-Marc).

### Autres intervenants

#### Les ONG
Les ONG réalisent beaucoup d’activités dans le secteur. Ils travaillent surtout dans les zones rurales, mais aussi dans les petites villes et les zones défavorisées des grandes villes. Parmi les ONG les plus actifs dans le secteur sont:
- Action contre la faim (ACF en Haïti) (française),
- l’Association haïtienne pour la maîtrise des eaux et des sols (ASSODLO)(haïtien).
- la CARE (américaine),
- le Comité Protos Haïti (haïtienne),
- le Groupe de recherche et d’échanges technologiques (GRET en Haïti)(français),
- Helvetas(suisse),
- Inter Aide (français),
- Oxfam (sections britannique et canadienne),
- le Pan-American Development Fund (PADF en Haïti)(lié à l’Organisation des États américains)
- SOLIDARITÉS INTERNATIONAL
- World Vision (américaine).

Les ONG interviennent souvent avec l’appui financier des bailleurs de fonds. La plupart des ONG ne sont pas spécialisées dans l’eau potable et l’assainissement, mais interviennent dans plusieurs secteurs dans des localités spécifiques avec une approche de développement communautaire. Pourtant, certaines ONG en Haïti - comme Helvetas, ACF et le GRET - se sont spécialisés et mettent un accent particulier sur l’eau potable et l’assainissement.

#### Le Fond d’assistance économique et sociale (FAES)
Le Fond d’assistance économique et sociale (FAES) intervient dans l’eau potable surtout dans les petites villes du pays, principalement avec le financement de la BID.

#### Les communes
Les communes (les municipalités) ne jouent pas un rôle important dans le secteur, bien que la loi cadre spécifie qu'à "moyen et long terme" elles géreront tous les systèmes d'eau potable et d'assainissement.

### Historique et développements récents

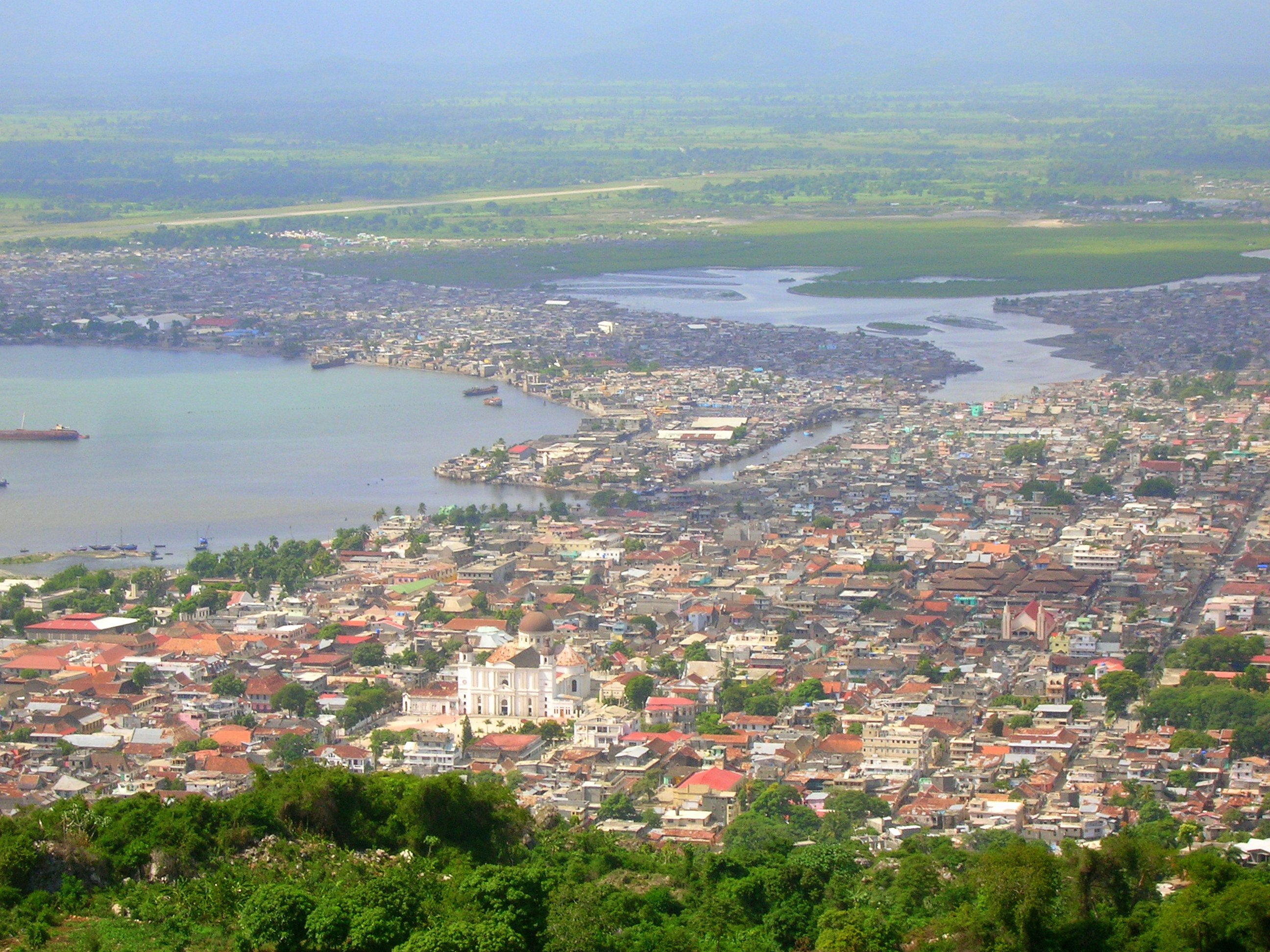
La ville du Cap-Haïtien, deuxième ville d’Haïti.

En 1964 le gouvernement de François Duvalier a créé la CAMEP et l’a chargée de l’approvisionnement en eau potable pour l’aire métropolitaine de Port-au-Prince. Ensuite, en 1977 le gouvernement de son fils Jean-Claude Duvalier a créé le SNEP pour se charger de l’approvisionnement en eau potable pour le reste du pays. Comme le SNEP se concentrait sur les villes secondaires et ne pouvait pas s’occuper de milieu rural, une unité d’eau potable et hygiène en milieu rural a été créée au ministère de la Santé publique.
Ces trois entités œuvraient à augmenter le taux de couverture et de s’assurer un niveau de qualité de service. Cependant, pendant les années 1980 le taux de couverture a augmenté, comme c’était la décennie internationale d’eau potable et assainissement, qui a été financée par plusieurs bailleurs, entre eux la Banque mondiale et la BID, et aussi par des ONG.

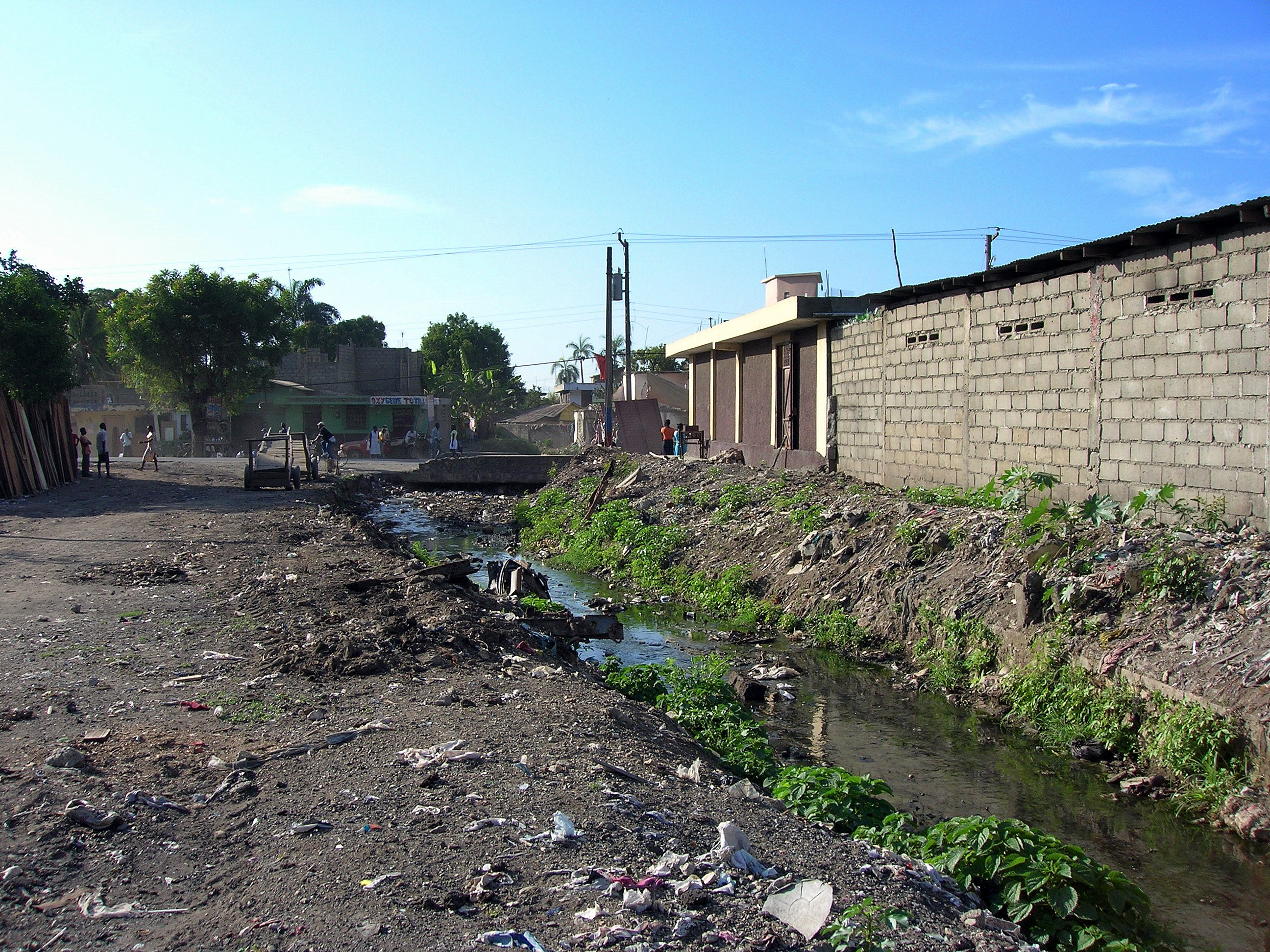
Absence d’assainissement à Cap-Haïtien, Haïti : les déchets à même le sol (incluant des sacs plastiques remplis d’excréments) bloquent les canaux de drainage qui débordent à la moindre pluie, et endommagent les infrastructures à côté (routes, bâtiments…).

Pendant les années 1990, Haïti a essuyé une série de revers, et par conséquent le secteur d’eau potable et assainissement a souffert aussi. Après le coup d’État de 1991, l’aide de l’étranger a été suspendu pendant trois ans. Quand Jean-Bertrand Aristide est revenu au pays à 1994, l’aide a commencé à rentrer au pays. Pendant cette époque les comités d’eau ont émergé à Port-au-Prince. Ces organisations communautaires vendent de l’eau aux habitants des quartiers défavorisés pour faire un petit profit, qui est investi dans les petits projets d’infrastructure au niveau communautaire comme les terrains de sport ou des blocs sanitaires. Les comités achètent de l’eau de la CAMEP et ils sont parmi les meilleurs clients de l’entreprise.
L’aide de l’étranger a diminué à la fin des années 1990. Le secteur a donc souffert, et par conséquent une grande partie de la population n’a pas reçu des services. Après la chute d’Aristide en 2004, l’aide est revenue sous le gouvernement de transition et la deuxième présidence de René Préval. L’aide se concentre sur les villes de province et le milieu rural, pendant que l’aire métropolitaine de la capitale n’est pas suffisamment approvisionnée en eau potable et n’a pas de système de l’évacuation des eaux usées.
Le gouvernement de René Préval considère des reformes du secteur d’eau potable, par exemple l’établissement des prestataires de service régionaux, qui remplaceraient la CAMEP et le SNEP, et le renforcement de la capacité du gouvernement dans les domaines de politique et régulation. Spécifiquement, le gouvernement veut donner des directives opérationnelles aux nombreuses ONG qui sont devenues les acteurs clés pour l’approvisionnement en eau potable, surtout dans le milieu rural, et qui ne sont pas coordonnées.
En janvier 2009 le Parlement haïtien a approuvé la nouvelle loi-cadre du secteur eau potable et assainissement qui formalise la réforme du secteur. La loi crée une Direction Nationale d'Eau Potable et Assainissement (DINEPA) dans le Ministère des Travaux Publics, du Transport et des Communications, ainsi que quatre Offices Régionaux d'Eau Potable et d'Assainissement (OREPA) qui seront mis en place graduellement. Dans le long terme, la Loi-Cadre vise à décentraliser les services d'eau potable au niveau des communes.

## Assistance externe
Les principaux bailleurs de fonds dans le secteur d’eau potable et assainissement en Haïti sont la Banque interaméricaine de développement (BID), l’Union européenne, la France à travers l’Agence française de développement (AFD) et la Banque mondiale.

### LaBanque interaméricaine de développement(BID)
La BID finance un programme d’eau potable et d’assainissement en milieu rural de US15 millions $ dans les départements de la Grande Anse, les Nippes, l’Ouest et l’Artibonite, exécuté par le SNEP, et approuvé en septembre 2006. Le programme commence à être exécuté d’abord dans la Grand'Anse. La BID finance également, à travers un prêt de 55 millions de dollars US, un projet de réforme du secteur avec des investissements dans cinq villes secondaires, notamment Saint-Marc, Port-de-Paix, Les Cayes, Jacmel et Ouanaminthe, approuvé en 1998. Ce projet est exécuté par l’Unité de réforme du secteur d’eau potable.

### La Banque mondiale
La Banque mondiale finance un projet d’eau potable et d’assainissement en milieu rural de $US5 millions dans le Département du Sud, exécuté par le SNEP, et approuvé en janvier 2007. Le programme prend la relève d’un projet pilote dans le même département qui a testé une approche innovatrice de gestion de systèmes d’eau potable par des opérateurs professionnels, visant à une plus grande durabilité des systèmes. La Banque mondiale a appuyé également l’élaboration et la diffusion d’une stratégie nationale et de directives opérationnelles d’eau potable et d’assainissement en milieu rural.

### L’Union européenne
L’Union européenne a consacré des fonds importants au secteur à travers une diversité de projets et de programmes.
Un des instruments principaux de l’Union européenne dans la coopération dans le secteur est la Facilité Eau ACP-EU dans le cadre de l’Initiative Européenne de l’Eau. Cette Facilité accorde des dons à des ONG sur une base compétitive. Dans le cadre de la première demande de propositions pour la Facilité Eau ACP-EU, en janvier 2006 cinq propositions ont été retenues pour Haïti pour un total de 7,55 millions d’euros :
- Oxfam du Royaume-Uni intervient sur le Cap-Haïtien, renforçant les initiatives de la société civile (4 millions d’euros)
- Le GRET intervient sur l’eau potable et l’assainissement dans les communes d’Aquin et Saint-Louis du Sud dans le département du Sud (1,65 million d’euros)
- ACF appuie 6 réseaux côtiers des communes Saint Louis du Nord et Anse à Fouleur dans le département du Nord-Ouest (0,9 million d’euros)
- La Croix-Rouge française intervient sur Anse Rouge dans le département de l’Artibonite pour réhabiliter et renforcer des systèmes d’eau potable (0,6 million d’euros)
- L’association APPEL intervient dans l’eau potable rural sur l’île de la Tortue (0,4 million d’euros)

En outre la Fédération internationale des Sociétés de la Croix-Rouge et du Croissant-Rouge appuie un projet régional entre Haïti et la République dominicaine pour la sensibilisation de communautés vulnérables dans les domaines de l’eau, de l’assainissement et de l’hygiène dans le centre et le Nord de l’île d’Hispaniola pour un montant de 2 millions d’euros.
La période de soumission pour la deuxième demande de propositions avait clôturée en juin 2006 et l’annonce des résultats avait été annoncée tentativement pour mars 2007.
L’Union européenne intervient également dans le secteur dans le cadre d’autres programmes, tels que le Programme de Microprojets et des Projets du Fonds européen de développement (FED) exécutés par le Bureau de l’Ordonnateur National du FED en Haïti sous la tutelle du ministère des Finances.

### La France
Depuis plus de dix ans l’AFD a assisté la Centrale autonome métropolitaine d’eau potable (CAMEP) pour financer la desserte en eau potable de quartiers défavorisés dans la région métropolitaine de Port-au-Prince.
Ces projets se résument en trois points principaux : installation de bornes-fontaines raccordées au réseau CAMEP, constitution de « comités dlo » chargé du recouvrement et du réinvestissement des bénéfices communautaires et paiement de l’eau par les usagers. Dans une ville ou le paiement au forfait est de mise, ces projets présentent trois avantages : ils sont rentables pour la CAMEP, ils permettent de desservir des quartiers défavorisés avec une eau de qualité et bon marché et ils constituent un des rares exemples d’organisation communautaire en Haïti en milieu urbain.
Avec un financement de 3,95 millions d’euros ce programme a été étendu récemment à quatre nouveaux quartiers, représentant environ 45 000 habitants.

### L’Espagne
La coopération espagnole finance un projet d’eau potable et de gestion des ressources en eau dans le département du Sud-Est, en collaboration avec le PNUD.

### Les États-Unis
L’assistance économique des États-Unis pour Haïti se concentre sur la démocratie et la gouvernance, l’appui institutionnel au gouvernement, la croissance économique et la génération de l’emploi, la santé, la sécurité alimentaire et l’éducation. L’USAID n’est pas engagé dans l’eau potable et l’assainissement en Haïti en ce moment. Pourtant, de nombreuses ONG des États-Unis travaillent dans ce secteur en Haïti.

### Le Canada
L’appui de l’Agence canadienne de développement international (ACDI) pour Haïti est focalisé sur la gouvernance politique, la reconstitution de l’État, la relance économique et l’accès aux services de base. L’ACDI n’est pas très active dans le secteur de l’eau potable et de l’assainissement. Néanmoins, avec la BID elle cofinance le programme de développement local du FAES, y inclus environ US$ 6 millions pour des projets d’eau potable et d’assainissement dans des petites villes. L’ACDI est engagée également dans d’autres projets de développement local qui incluent des investissements en eau potable, tels que le Développement local du Nord-Est qui vise des communes le long de la frontière avec la République dominicaine et qui est exécuté par le PNUD.

### Le Programme des Nations unies pour le développement (PNUD)
Le PNUD en Haïti n’est pas très engagé dans le secteur de l’eau potable et de l’assainissement en ce moment. Ses principales domaines d’intervention sont la gouvernance démocratique; la réduction de la pauvreté; la prévention des crises; l’énergie et l’environnement; ainsi que le VIH/SIDA. Néanmoins, le PNUD exécute divers projets dans le secteur financés par d’autres bailleurs de fonds, tels que le Canada et l’Espagne.

## Projets d’eau potable et d’assainissement par département

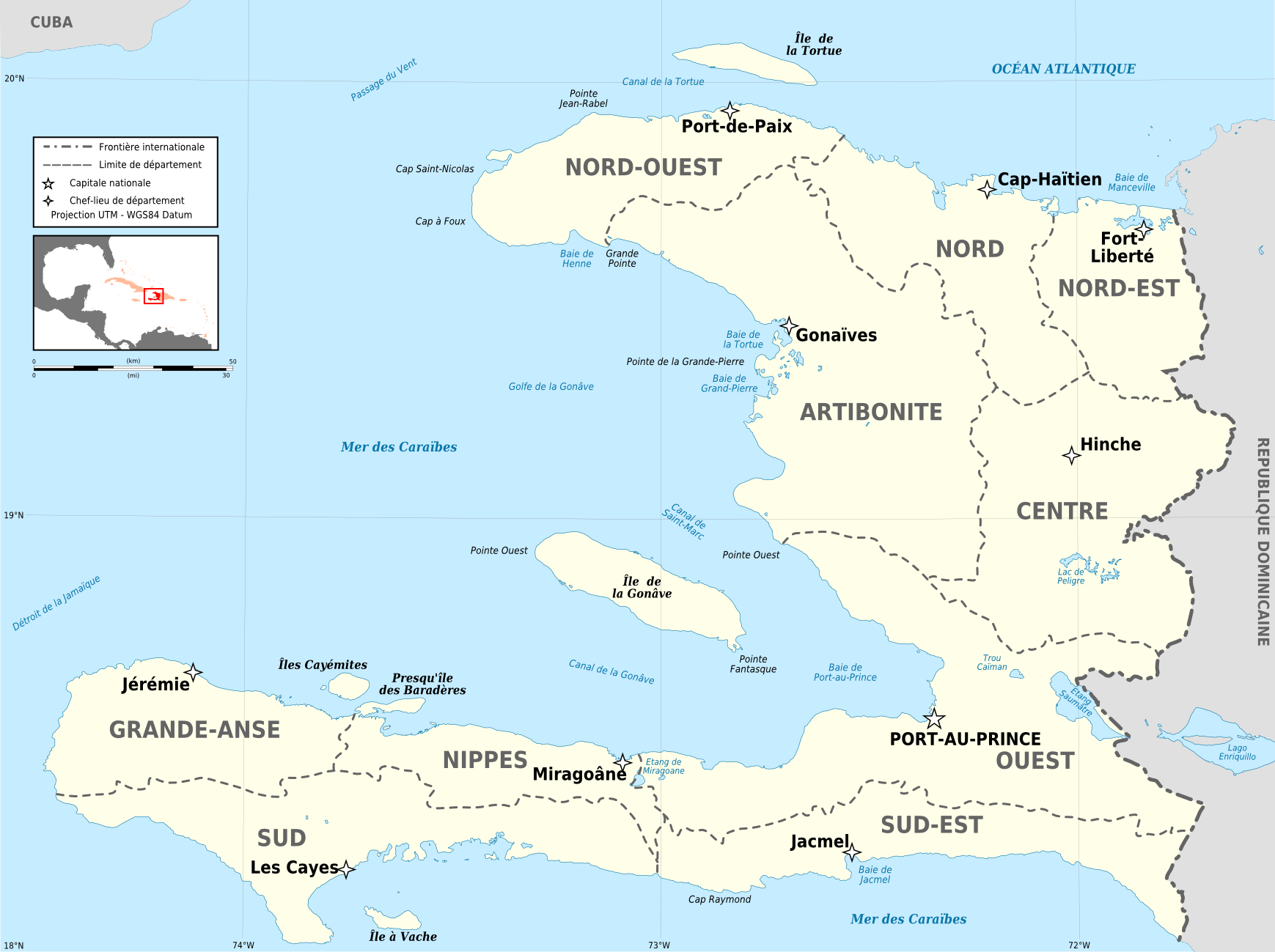
Les 10 départements d’Haïti.

### L’Artibonite
Parmi les interventions dans le département de l’Artibonite on compte les suivantes :
- En milieu urbain, l’URSEP et le SNEP avec le financement de la BID dans la ville de Saint-Marc

- les ONG suivantes sont présentes dans plusieurs communes :

Caritas, FLM, Oxfam-GB, OIM, ACTED et CARE interviennent à Gonaives. 
ACTED, CARE, PRODEVA et AAA sont à Ennery.
Sol est à L’Estere et Caritas est à Gros Morne.
CRF est à Anse Rouge, OIM est à Saint-Marc, HELVETAS est à Verrettes, et Caritas est à Verettes.

### Le Centre
Beaucoup d’ONG sont actives dans le Plateau Central, au cœur duquel se trouve le Département du Centre. Parmi les interventions dans le département du Centre comptent les suivantes : 

### La Grand’Anse
Parmi les interventions dans le département de la Grand'Anse comptent les suivantes :
- Le SNEP avec le financement de la BID en milieu rural et dans les petites villes de moins de 5,000 habitants
- L’ACF en milieu rural près de Jérémie

### Les Nippe s
Parmi les interventions dans le département des Nippes comptent les suivantes :
- Le SNEP avec le financement de la BID en milieu rural et dans les petites villes de moins de 5,000 habitants
- Caritas (Point d’Eau) dans six communes
- Aide et Action dans cinq communes[16]

### Le Nord
Parmi les interventions dans le département du Nord comptent les suivantes :
- OXFAM avec le financement de l’Union européenne dans la ville de Cap-Haïtien

### Le Nord-Est
Parmi les interventions dans le département du Nord-Est comptent les suivantes :
- En milieu urbain, l’URSEP et le SNEP avec le financement de la BID dans la ville de Ouanaminthe
- En milieu rural, l’ACDI avec le projet de développement local du Nord-Est

### Le Nord-Ouest
Parmi les interventions dans le département du Nord-Ouest comptent les suivantes :
- En milieu urbain, l’URSEP et le SNEP avec le financement de la BID dans la ville de Port-de-Paix
- L’ACF avec le financement de l’Union européenne en milieu rural et dans les petites villes, y inclus à Saint Louis du Nord[17]

### L’Ouest
Parmi les interventions dans le département de l’Ouest comptent les suivantes :
- La CAMEP et des ONG avec le financement de l’AFD dans les quartiers défavorisés de la zone métropolitaine de Port-au-Prince

### Le Sud
Parmi les interventions dans le département du Sud comptent les suivantes :
- Le SNEP avec le financement de la Banque mondiale en milieu rural et dans les petites villes de moins de 10,000 habitants
- Le GRET avec le financement de l’Union européenne à Aquin et Saint-Louis du Sud
- En milieu urbain, l’URSEP et le SNEP avec le financement de la BID dans la ville de Les Cayes
- La Caritas (Programme Point d’Eau) intervient sur une grande partie du département
- Le Catholic Relief Service (CRS) intervient dans la partie Ouest du département dans sept communes[16]
- HYDRAULIQUE SANS FRONTIERES   contact@hydrauliquesans frontieres.org, j.jah@orange.fr

### Le Sud-Est
Parmi les interventions dans le département du Sud-Est comptent les suivantes :
- La coopération espagnole avec le PNUD
- En milieu urbain, l’URSEP et le SNEP avec le financement de la BID dans la ville de Jacmel
- HELVETAS Swiss Intercooperation intervient à Jacmel, Bainet, Marigot et La Vallée-de-Jacmel dans le cadre du programme REGLEAU (Renforcement de la gouvernance locale de l'eau potable et de l'assainissement) mis en œuvre en partenariat avec les 4 municipalités, l'OREPA Sud et d'autres acteurs de la Société civile.

## Autres sources
- Recensement OCHA (UN Office for the Coordination of Humanitarian Affairs) des activités des ONG, des organismes des Nations unies et des organisations internationales en Haïti